# Jane Walerud
Jane Christine Walerud Boreta , född 13 november 1961 i USA, är en svensk entreprenör och affärsängel. Under de senaste 15 åren[när?] har hon varit involverad i starten av 11 nya företag, bland annat Klarna, Satcube, Bluetail, Teclo Networks och Graphmatech. Walerud är idag grundare och verksam vid det egna riskkapitalbolaget Walerud Ventures.

## Biografi
Walerud är uppväxt i Kalifornien, utbildad på Stanforduniversitetet och flyttade till Sverige som 20-åring 1983.
I mitten av 90-talet arbetade hon på Telia, som då byggde Sparbankens första internetbank. År 1997 anställde Ericsson henne som försäljningschef på avdelningen ”Erlang Systems” för att sprida programspråket Erlang utanför Ericsson.
Walerud blev förmögen under den första IT-boomen efter att ha startat programvaruföretaget Bluetail. Hon har sedan investerat i flera företag och var bland annat Klarnas första investerare. Hon var även den som rekryterade de programmerare som byggde systemet bakom Klarna i programmeringsspråket Erlang.
Den 26 november 2015 valdes Jane Walerud in i SUP46:s Swedish Startup Hall of Fame. Hon är också hedersdoktor vid Kungliga Tekniska högskolan.

## Utmärkelser
- H.M. Konungens medalj i guld av 12:e storleken (2019) för betydande insatser inom svenskt näringsliv.[12]
- Kungliga Ingenjörsvetenskapsakademiens medalj i guld (2016).[13]